# S3W-reaktor
S3W-reaktor är en amerikansk typ av tryckvattenreaktor för ubåtsbruk, utvecklad av företaget Westinghouse. 
Då målet var att ta fram en liten kompakt kraftkälla för ubåtar, var reaktorn en nedskalad version av S2W-reaktorn.
Reaktorn gav som planerat bara ifrån sig hälften så mycket kraft som S2W-reaktorn, men hjälputrustningen kring reaktorn vägde fortfarande lika mycket som S2W-reaktorns.
Detta ledde till att man övergav försöken att komprimera en reaktor för ubåtar, ytterligare.
S3W betyder:
- S = Ubåts plattform
- 3 = Tillverkarens tredje generation av reaktorhärd
- W = Westinghouse

Två av ubåtar i Skate-klassen, drivs av var sin S3W reaktor USS Skate och USS Sargo, samt USS Halibut.